# Alright, Still
Alright, Still је дебитантски албум британске кантауторке Лили Ален објављен 14. јула 2006. под дискографском кућом Regal Records.

## О албуму
Када је Лили 2004. потписала уговор за Regal Records они су јој дали 25.000 фунти да сними албум. У новрмбру 2005. отворила је свој Мајспејс рачун на којем је почела да објављује демо снимке својих песама које су се касније нашле на албуму. Убрзо након објављивања албума 2006. уследио је велики успех на топ-листама и платинаста награда, а до сада је продан у више од 2,5 милиона примерака.

### Песме
Лили је изјавила да албум говори о њеном животу. Песме „Smile“, „Not Big“ и „Shame For You“ говори о њеном бившем дечку.. У песми „Kncok 'Em Out“ у којој се налази и наслов песме говори како се изругује момцима који ју запросе у локалном бару, а у песми „Alfie“ говори о свом брату који се зове Алфи.

## Синглови
| #  | Назив   | Писац                                                                     | Продуцент                  | Трајање |
| -- | ------- | ------------------------------------------------------------------------- | -------------------------- | ------- |
| 1. | -{Smile | Allen, Iyiola Babalola, Darren Lewis, Jackie Mittoo, Clement Dodd, Aramis | Pablo Cook, Greg Kurstin}- | 3:17    |
| 2. |         |                                                                           |                            | 3:11    |
| 3. |         | -{Allen, Mark Ronson, Pierre Bachelet, Hervé Roy                          | Pablo Cook, Greg Kurstin}- | 3:02    |
| 4. |         | -{Allen, Kurstin                                                          | Pablo Cook, Greg Kurstin}- | 2:46    |
| 4. |         | -{Allen, Blair Mackichan, Mittoo                                          | Pablo Cook, Greg Kurstin}- | 4:06    |

*Напомена: Ради се о двоструком А-синглу